# Prêmio Bibi Ferreira 2014

A 2ª Edição da Cerimônia de Entrega dos Prêmios Bibi Ferreira ocorreu no dia 13 de outubro de 2014, no Theatro São Pedro, na cidade de São Paulo.
Neste ano as categorias foram julgadas por André Cortada (maestro, compositor, diretor e produtor musical), Edna Ligieri (diretora, atriz e dramaturga), Jamil Dias (ator, diretor e pesquisador de teatro musical brasileiro), Maiza Tempesta (coreógrafa e diretora de musicais), Ricardo Monteiro (dramaturgo e compositor) e Rubens Ewald Filho (jornalista, diretor e roteirista).

## Cerimônia
O período de elegibilidade se iniciou em 1 de julho de 2013 e se estendeu até 30 de junho de 2014, acompanhando produções de musicais. Em 1 de agosto foram anunciados os indicados às 18 categorias.
A cerimônia foi apresentada por Alessandra Maestrini.

## Indicados e vencedores[4]
| Melhor Musical | Melhor Musical Brasileiro |
| --- | --- |
| Crazy For You - A Madrinha Embriagada - Elis, A Musical - Gonzagão, A Lenda - Jesus Cristo Superstar                                                                                                   | Gonzagão, a Lenda - Elis, A Musical - Palavra de Mulher |
| Melhor Versão em Musicais | Melhor Direção em Musicais |
| Shrek, o Musical – Claudio Botelho - Crazy For You - Miguel Falabella - Jesus Cristo Superstar - Bianca Tadini e Luciano Andrey                                                                        | João Falcão – Gonzagão, a Lenda - Dennis Carvalho - Elis, A Musical - Fernando Cardoso - Palavra de Mulher - Jorge Takla - Jesus Cristo Superstar - Miguel Falabella - A Madrinha Embriagada |
| Melhor Ator | Melhor Atriz |
| Jarbas Homem de Mello – Crazy For You - Aloísio de Abreu - Nós Sempre Teremos Paris - Igor Rickli - Jesus Cristo Superstar - Ivan Parente - A Madrinha Embriagada - Marcelo Mimoso - Gonzagão, a Lenda | Laila Garin – Elis, A Musical - Cláudia Raia - Crazy For You - Giulia Nadruz - Shrek, o Musical - Sara Sarres - A Madrinha Embriagada - Tânia Alves - Palavra de Mulher                      |
| Ator Coadjuvante | Atriz Coadjuvante |
| Frederico Silveira – Jesus Cristo Superstar - Adrén Alves - Gonzagão, a Lenda - Marcelo Klabin - O Rei Leão - Marcos Tumura - Crazy For You - Ronaldo Reis - O Rei Leão                                | Kiara Sasso – A Madrinha Embriagada - Hellen de Castro - Crazy For You - Liane Maya - Crazy For You - Nanni Souza - Rita Lee Mora ao Lado                                                    |
| Revelação em Musicais | Direção Musical |
| Tiago Barbosa – O Rei Leão - Camila Braunna - Shrek, o Musical - Diego Luri - Shrek, o Musical | Alexandre Elias – Gonzagão, A Lenda - Carlos Bauzys - A Madrinha Embriagada - Delia Fischer - Elis, A Musical - Marconi Araújo - Crazy For You - Ogair Junior - Palavra de Mulher            |
| Melhor Cenografia | Melhor Figurino |
| Elis, A Musical – Marcos Flaksman - Jesus Cristo Superstar - Jorge Takla e Paulo Correa - Shrek, o Musical - Paula de Paoli                                                                            | A Madrinha Embriagada – Fause Haten - Gonzagão, A Lenda - Kika Lopes - Shrek, o Musical - Luciano Ferrari                                                                                    |
| Melhor Roteiro Original | Melhor Coreografia |
| Gonzagão, A Lenda – João Falcão - Elis, A Musical - Nelson Motta e Patricia Andrade - Nós Sempre Teremos Paris - Artur Xexéo                                                                           | Elis, A Musical – Alonso Barros - A Madrinha Embriagada - Katia Barros - Gonzagão, A Lenda - Duda Maia                                                                                       |
| Melhor Desenho de Luz | Melhor Desenho de Som |
| Jesus Cristo Superstar – Ney Bonfante - Crazy For You - Wagner Freire - Elis, A Musical - Maneco Quinderé - Palavra de Mulher - Wagner Freire                                                          | A Madrinha Embriagada – Gabriel D'Angelo - Crazy For You - Tocko Michelazzo - Shrek, o Musical - Fernando Fortes                                                                             |

- Voto Popular = A Madrinha Embriagada

## Resumo
Lista de espetáculos com mais de uma indicação:
| Programa                 | Indicações | Vitórias |
| ------------------------ | ---------- | -------- |
| Crazy For You            | 10         | 2        |
| Gonzagão, A Lenda        | 9          | 4        |
| A Madrinha Embriagada    | 9          | 3        |
| Elis, A Musical          | 9          | 3        |
| Jesus Cristo Superstar   | 7          | 2        |
| Shrek, o Musical         | 7          | 1        |
| Palavra de Mulher        | 5          | 0        |
| O Rei Leão               | 3          | 1        |
| Nós Sempre Teremos Paris | 2          | 0        |